# Розумник (фільм)
Розумник (англ. Wiseguy) — американський телефільм 1996 року.

## Сюжет
Для того, щоб проникнути в корпорацію, що займається невідомою урядові діяльністю, спецслужби влаштовують викрадення сина її власника, а людина, яка врятувала хлопчика, природно, стає його довіреною особою. Дуже скоро він проявив себе не тільки як нянька, але і як влучний стрілець, і взагалі виявився хлопцем незамінним. Сподобався він і красивій дружині глави підприємства.

## У ролях
- Кен Вол — Вінні Терранова
- Дебра Фарентіно — Емма Каллендар
- Тед Левайн — Пол Каллендар
- Джим Бернс — Деніел Бенджамін «Рятувальник» Берроуз
- Джонатан Бенкс — Френк МакПайк
- Брайан МакНамара — Джейсон
- Джон Капелос — Дейв Госс
- Кіт Кулуріс — Ерік
- Захарі Браун — Алекс Каллендар
- Девід Пердем
- В. Ерл Браун — Дюбуа
- Джарод Кері — Студ
- Адам Кларк — співробітник
- Кім Делгадо — агент 1
- Joe Fanene — охорона
- Стів Фічпатрік — Ренді
- Хью Гіллам — техасець
- Гледіс Хіменез — няня
- Боді Ньюкоум — сільська людина
- Дженніфер О'Делл — блондинка 2
- Джасмін Пол — Лана
- Сандра Філліпс — жінка
- Ендрю А. Рольфс — Ганс
- Ребекка Ротштайн — секретар
- Пол Таунсенд — Стю
- Дон Воз — Майверс
- Майк Вайт